# Vingt-neuvième district congressionnel du Texas
Le 29e district congressionnel du Texas couvre la partie orientale de la région du Grand Houston, dans l'État du Texas. La Représentante actuelle du 29e district est la Démocrate Sylvia Garcia.
La Législature de l'État du Texas a établi le district comme un district à majorité hispanique ou latino-américaine. Le Démocrate Gene Green, un Blanc non hispanique, a remporté la première élection pour le district en 1992 et l'a détenu pendant 13 mandats. En novembre 2017, Green a annoncé qu'il se retirerait du Congrès et qu'il ne se présenterait pas aux élections en 2018. Garcia a remporté les élections pour lui succéder.

## Géographie

### Villes entièrement dans le district
- Galena Park
- Jacinto City
- South Houston

### Villes partiellement dans le district
- Baytown (avant le redécoupage de 2013)
- Houston
- Pasadena

## Historique de vote
| Année | Poste     | Résultats               |
| ----- | --------- | ----------------------- |
| 2000  | Président | Gore 59,0 % - 38,0 %    |
| 2004  | Président | Kerry 56,0 % - 44,0 %   |
| 2008  | Président | Obama 62,0 % - 38,0 %   |
| 2012  | Président | Obama 66,0 % - 33,0 %   |
| 2016  | Président | Clinton 71,0 % - 25,0 % |
| 2020  | Président | Biden 66,0 % - 33,0 %   |

## Liste des Représentants du district
| Membre                             | Parti      | Années                          | Congrès     | Histoire électorale | Zone géographique             |
| ---------------------------------- | ---------- | ------------------------------- | ----------- | --- | ----------------------------- |
| District établit le 3 janvier 1993 |            |                                 |             | |                               |
| Gene Green                         | Democratic | 3 janvier 1993 - 3 janvier 2019 | 103e - 115e | Élu en 1992. Réélu en 1994. Réélu en 1996. Réélu en 1998. Réélu en 2000. Réélu en 2002. Réélu en 2004. Réélu en 2006. Réélu en 2008. Réélu en 2010. Réélu en 2012. Réélu en 2014. Réélu en 2016. Retrait. | 1993–1997                     |
| Gene Green                         | Democratic | 3 janvier 1993 - 3 janvier 2019 | 103e - 115e | Élu en 1992. Réélu en 1994. Réélu en 1996. Réélu en 1998. Réélu en 2000. Réélu en 2002. Réélu en 2004. Réélu en 2006. Réélu en 2008. Réélu en 2010. Réélu en 2012. Réélu en 2014. Réélu en 2016. Retrait. | 1997–2003 Partie de Harris    |
| Gene Green                         | Democratic | 3 janvier 1993 - 3 janvier 2019 | 103e - 115e | Élu en 1992. Réélu en 1994. Réélu en 1996. Réélu en 1998. Réélu en 2000. Réélu en 2002. Réélu en 2004. Réélu en 2006. Réélu en 2008. Réélu en 2010. Réélu en 2012. Réélu en 2014. Réélu en 2016. Retrait. | 2003–2005 Partie de Harris    |
| Gene Green                         | Democratic | 3 janvier 1993 - 3 janvier 2019 | 103e - 115e | Élu en 1992. Réélu en 1994. Réélu en 1996. Réélu en 1998. Réélu en 2000. Réélu en 2002. Réélu en 2004. Réélu en 2006. Réélu en 2008. Réélu en 2010. Réélu en 2012. Réélu en 2014. Réélu en 2016. Retrait. | 2005–2013 Partie de Harris    |
| Gene Green                         | Democratic | 3 janvier 1993 - 3 janvier 2019 | 103e - 115e | Élu en 1992. Réélu en 1994. Réélu en 1996. Réélu en 1998. Réélu en 2000. Réélu en 2002. Réélu en 2004. Réélu en 2006. Réélu en 2008. Réélu en 2010. Réélu en 2012. Réélu en 2014. Réélu en 2016. Retrait. | 2013–2023 Partie de Harris    |
| Sylvia Garcia                      | Democratic | 3 janvier 2019 - Présent        | 116e - 119e | Élue en 2018. Réélue en 2020. Réélue en 2022. Réélue en 2024. |                               |
| Sylvia Garcia                      | Democratic | 3 janvier 2019 - Présent        | 116e - 119e | Élue en 2018. Réélue en 2020. Réélue en 2022. Réélue en 2024. | 2023–Présent Partie de Harris |

## Résultats des récentes élections
Voici les résultats des dix précédents cycles électoraux dans le district.

## Frontières historiques de vote

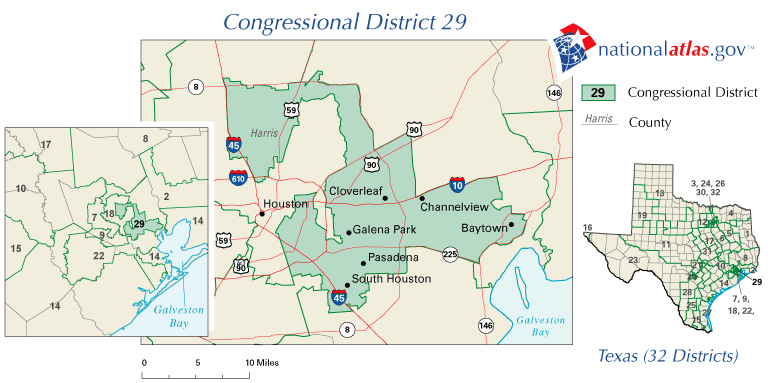
2007 - 2013

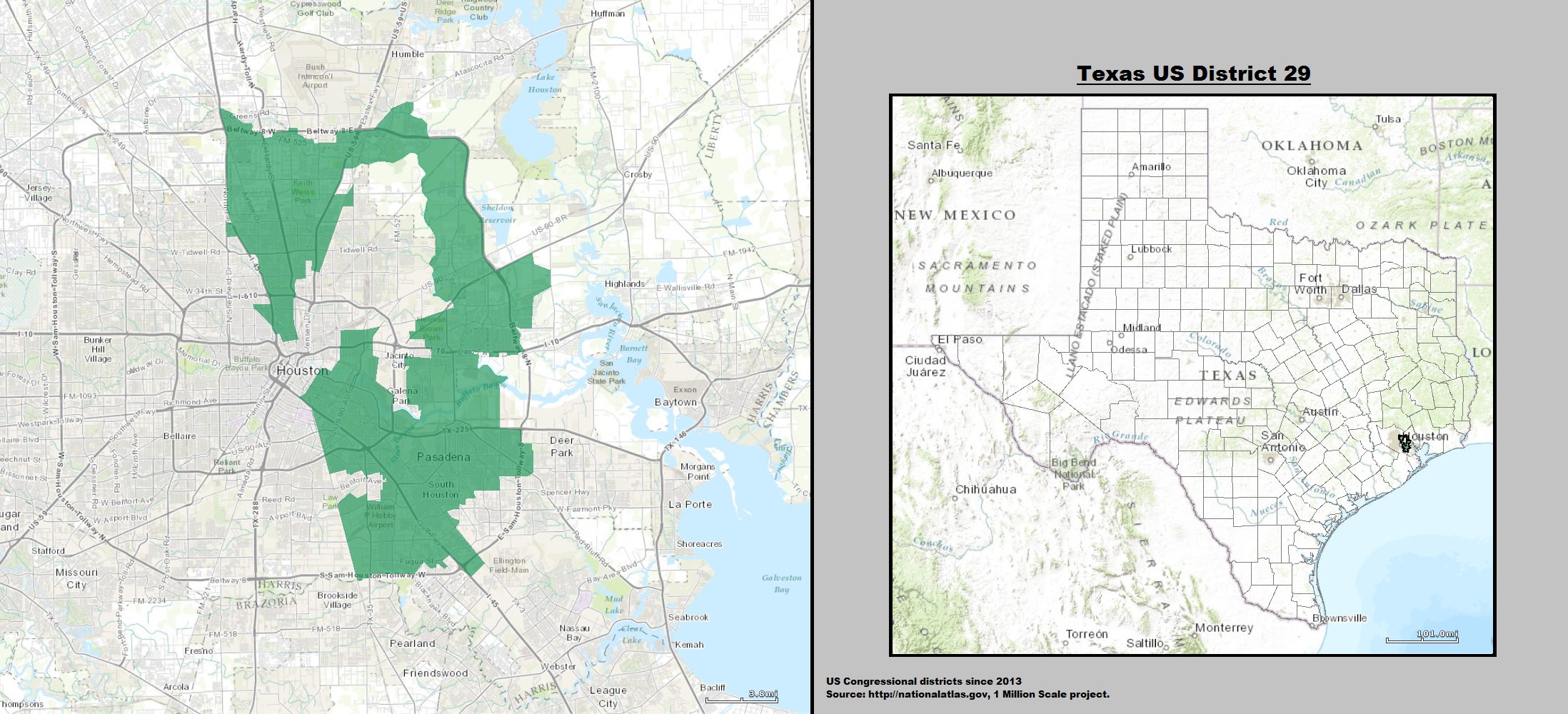
2013 - 2023

### 2004
| Élection de 2004 du 29e district congressionnel du Texas | Élection de 2004 du 29e district congressionnel du Texas | Élection de 2004 du 29e district congressionnel du Texas | Élection de 2004 du 29e district congressionnel du Texas | Élection de 2004 du 29e district congressionnel du Texas |
| -------------------------------------------------------- | -------------------------------------------------------- | -------------------------------------------------------- | -------------------------------------------------------- | -------------------------------------------------------- |
| Parti                                                    | Parti                                                    | Candidat                                                 | Votes                                                    | %                                                        |
|                                                          | Démocrate                                                | Gene Green (sortant)                                     | 78 256                                                   | 94,1                                                     |
|                                                          | Libertarien                                              | Clifford Messina                                         | 4868                                                     | 5,9                                                      |
| Total des votes                                          | Total des votes                                          | Total des votes                                          | 83 124                                                   | 100 %                                                    |
|                                                          | Les Démocrates conservent                                |                                                          |                                                          |                                                          |

### 2006
| Élection de 2006 du 29e district congressionnel du Texas | Élection de 2006 du 29e district congressionnel du Texas | Élection de 2006 du 29e district congressionnel du Texas | Élection de 2006 du 29e district congressionnel du Texas | Élection de 2006 du 29e district congressionnel du Texas |
| -------------------------------------------------------- | -------------------------------------------------------- | -------------------------------------------------------- | -------------------------------------------------------- | -------------------------------------------------------- |
| Parti                                                    | Parti                                                    | Candidat                                                 | Votes                                                    | %                                                        |
|                                                          | Démocrate                                                | Gene Green (sortant)                                     | 37 174                                                   | 74,0                                                     |
|                                                          | Républicain                                              | Eric Story                                               | 12 347                                                   | 24,0                                                     |
| Total des votes                                          | Total des votes                                          | Total des votes                                          | 49 521                                                   | 100 %                                                    |
|                                                          | Les Démocrates conservent                                |                                                          |                                                          |                                                          |

### 2008
| Élection de 2008 du 29e district congressionnel du Texas | Élection de 2008 du 29e district congressionnel du Texas | Élection de 2008 du 29e district congressionnel du Texas | Élection de 2008 du 29e district congressionnel du Texas | Élection de 2008 du 29e district congressionnel du Texas |
| -------------------------------------------------------- | -------------------------------------------------------- | -------------------------------------------------------- | -------------------------------------------------------- | -------------------------------------------------------- |
| Parti                                                    | Parti                                                    | Candidat                                                 | Votes                                                    | %                                                        |
|                                                          | Démocrate                                                | Gene Green (sortant)                                     | 79 718                                                   | 75,0                                                     |
|                                                          | Républicain                                              | Eric Story                                               | 25 512                                                   | 24,0                                                     |
| Total des votes                                          | Total des votes                                          | Total des votes                                          | 105 230                                                  | 100 %                                                    |
|                                                          | Les Démocrates conservent                                |                                                          |                                                          |                                                          |

### 2010
| Élection de 2010 du 29e district congressionnel du Texas | Élection de 2010 du 29e district congressionnel du Texas | Élection de 2010 du 29e district congressionnel du Texas | Élection de 2010 du 29e district congressionnel du Texas | Élection de 2010 du 29e district congressionnel du Texas |
| -------------------------------------------------------- | -------------------------------------------------------- | -------------------------------------------------------- | -------------------------------------------------------- | -------------------------------------------------------- |
| Parti                                                    | Parti                                                    | Candidat                                                 | Votes                                                    | %                                                        |
|                                                          | Démocrate                                                | Gene Green (sortant)                                     | 43 185                                                   | 64,6                                                     |
|                                                          | Républicain                                              | Roy Morales                                              | 22 756                                                   | 34,1                                                     |
| Total des votes                                          | Total des votes                                          | Total des votes                                          | 95 941                                                   | 100 %                                                    |
|                                                          | Les Démocrates conservent                                |                                                          |                                                          |                                                          |

### 2012
| Élection de 2012 du 29e district congressionnel du Texas | Élection de 2012 du 29e district congressionnel du Texas | Élection de 2012 du 29e district congressionnel du Texas | Élection de 2012 du 29e district congressionnel du Texas | Élection de 2012 du 29e district congressionnel du Texas |
| -------------------------------------------------------- | -------------------------------------------------------- | -------------------------------------------------------- | -------------------------------------------------------- | -------------------------------------------------------- |
| Parti                                                    | Parti                                                    | Candidat                                                 | Votes                                                    | %                                                        |
|                                                          | Démocrate                                                | Gene Green (sortant)                                     | 86 053                                                   | 90,0                                                     |
|                                                          | Libertarien                                              | James Stanczak                                           | 4996                                                     | 5,23                                                     |
|                                                          | Vert                                                     | Maria Selva                                              | 4562                                                     | 4,77                                                     |
| Total des votes                                          | Total des votes                                          | Total des votes                                          | 95 611                                                   | 100 %                                                    |
|                                                          | Les Démocrates conservent                                |                                                          |                                                          |                                                          |

### 2014
| Élection de 2014 du 29e district congressionnel du Texas | Élection de 2014 du 29e district congressionnel du Texas | Élection de 2014 du 29e district congressionnel du Texas | Élection de 2014 du 29e district congressionnel du Texas | Élection de 2014 du 29e district congressionnel du Texas |
| -------------------------------------------------------- | -------------------------------------------------------- | -------------------------------------------------------- | -------------------------------------------------------- | -------------------------------------------------------- |
| Parti                                                    | Parti                                                    | Candidat                                                 | Votes                                                    | %                                                        |
|                                                          | Démocrate                                                | Gene Green (sortant)                                     | 41 321                                                   | 79,6                                                     |
|                                                          | Libertarien                                              | James Stanczak                                           | 4822                                                     | 10,4                                                     |
| Total des votes                                          | Total des votes                                          | Total des votes                                          | 46 143                                                   | 100 %                                                    |
|                                                          | Les Démocrates conservent                                |                                                          |                                                          |                                                          |

### 2016
| Élection de 2016 du 29e district congressionnel du Texas | Élection de 2016 du 29e district congressionnel du Texas | Élection de 2016 du 29e district congressionnel du Texas | Élection de 2016 du 29e district congressionnel du Texas | Élection de 2016 du 29e district congressionnel du Texas |
| -------------------------------------------------------- | -------------------------------------------------------- | -------------------------------------------------------- | -------------------------------------------------------- | -------------------------------------------------------- |
| Parti                                                    | Parti                                                    | Candidat                                                 | Votes                                                    | %                                                        |
|                                                          | Démocrate                                                | Gene Green (sortant)                                     | 95 649                                                   | 72,5                                                     |
|                                                          | Républicain                                              | Julio Garza                                              | 31 646                                                   | 24,0                                                     |
|                                                          | Libertarien                                              | N. Ruben Perez                                           | 3234                                                     | 2,4                                                      |
|                                                          | Vert                                                     | James Partsch-Galvan                                     | 1453                                                     | 1,1                                                      |
| Total des votes                                          | Total des votes                                          | Total des votes                                          | 131 982                                                  | 100 %                                                    |
|                                                          | Les Démocrates conservent                                |                                                          |                                                          |                                                          |

### 2018
| Élection de 2018 du 29e district congressionnel du Texas | Élection de 2018 du 29e district congressionnel du Texas | Élection de 2018 du 29e district congressionnel du Texas | Élection de 2018 du 29e district congressionnel du Texas | Élection de 2018 du 29e district congressionnel du Texas |
| -------------------------------------------------------- | -------------------------------------------------------- | -------------------------------------------------------- | -------------------------------------------------------- | -------------------------------------------------------- |
| Parti                                                    | Parti                                                    | Candidat                                                 | Votes                                                    | %                                                        |
|                                                          | Démocrate                                                | Sylvia Garcia                                            | 55 760                                                   | 95,2                                                     |
|                                                          | Républicain                                              | Ben Lange                                                | 100 219                                                  | 47,52                                                    |
|                                                          | Libertarien                                              | Paul Hansen                                              | 2833                                                     | 4,8                                                      |
|                                                          | Indépendant                                              | Jason A. Faulkner                                        | 2 092                                                    | 0,99                                                     |
|                                                          | No Party                                                 | Autres                                                   | 76                                                       | 0,04                                                     |
| Total des votes                                          | Total des votes                                          | Total des votes                                          | 58 593                                                   | 100 %                                                    |
|                                                          | Les Démocrates conservent                                |                                                          |                                                          |                                                          |

### 2020
| Élection de 2020 du 29e district congressionnel du Texas | Élection de 2020 du 29e district congressionnel du Texas | Élection de 2020 du 29e district congressionnel du Texas | Élection de 2020 du 29e district congressionnel du Texas | Élection de 2020 du 29e district congressionnel du Texas |
| -------------------------------------------------------- | -------------------------------------------------------- | -------------------------------------------------------- | -------------------------------------------------------- | -------------------------------------------------------- |
| Parti                                                    | Parti                                                    | Candidat                                                 | Votes                                                    | %                                                        |
|                                                          | Démocrate                                                | Sylvia Garcia (sortante)                                 | 111 305                                                  | 71,1                                                     |
|                                                          | Républicain                                              | Jaimy Z. Blanco                                          | 42 840                                                   | 27,4                                                     |
|                                                          | Libertarien                                              | Phil Kurtz                                               | 2328                                                     | 1,5                                                      |
| Total des votes                                          | Total des votes                                          | Total des votes                                          | 156 473                                                  | 100 %                                                    |
|                                                          | Les Démocrates conservent                                |                                                          |                                                          |                                                          |

| Primaire Démocrate de 2022 du 29e district congressionnel du Texas | Primaire Démocrate de 2022 du 29e district congressionnel du Texas | Primaire Démocrate de 2022 du 29e district congressionnel du Texas | Primaire Démocrate de 2022 du 29e district congressionnel du Texas | Primaire Démocrate de 2022 du 29e district congressionnel du Texas |
| ------------------------------------------------------------------ | ------------------------------------------------------------------ | ------------------------------------------------------------------ | ------------------------------------------------------------------ | ------------------------------------------------------------------ |
| Parti                                                              | Parti                                                              | Candidat                                                           | Votes                                                              | %                                                                  |
|                                                                    | Démocrate                                                          | Sylvia Garcia (sortante)                                           | 19 402                                                             | 100%                                                               |

| Primaire Républicaine de 2022 du 29e district congressionnel du Texas | Primaire Républicaine de 2022 du 29e district congressionnel du Texas | Primaire Républicaine de 2022 du 29e district congressionnel du Texas | Primaire Républicaine de 2022 du 29e district congressionnel du Texas | Primaire Républicaine de 2022 du 29e district congressionnel du Texas |
| --------------------------------------------------------------------- | --------------------------------------------------------------------- | --------------------------------------------------------------------- | --------------------------------------------------------------------- | --------------------------------------------------------------------- |
| Parti                                                                 | Parti                                                                 | Candidat                                                              | Votes                                                                 | %                                                                     |
|                                                                       | Républicain                                                           | Robert Schafranek                                                     | 3299                                                                  | 39,3                                                                  |
|                                                                       | Républicain                                                           | Julio Garz                                                            | 2629                                                                  | 31,4                                                                  |
|                                                                       | Républicain                                                           | Jaimy Annette Zoboulikos-Blanco                                       | 2212                                                                  | 26,4                                                                  |
|                                                                       | Républicain                                                           | Lulite Eijigu                                                         | 244                                                                   | 2,9                                                                   |

| Primaire Républicaine de 2022 du 29e district congressionnel du Texas | Primaire Républicaine de 2022 du 29e district congressionnel du Texas | Primaire Républicaine de 2022 du 29e district congressionnel du Texas | Primaire Républicaine de 2022 du 29e district congressionnel du Texas | Primaire Républicaine de 2022 du 29e district congressionnel du Texas |
| --------------------------------------------------------------------- | --------------------------------------------------------------------- | --------------------------------------------------------------------- | --------------------------------------------------------------------- | --------------------------------------------------------------------- |
| Parti                                                                 | Parti                                                                 | Candidat                                                              | Votes                                                                 | %                                                                     |
|                                                                       | Républicain                                                           | Robert Schafranek                                                     | 2875                                                                  | 60,7                                                                  |
|                                                                       | Républicain                                                           | Julio Garz                                                            | 1859                                                                  | 39,3                                                                  |

| Élection de 2022 du 29e district congressionnel du Texas | Élection de 2022 du 29e district congressionnel du Texas | Élection de 2022 du 29e district congressionnel du Texas | Élection de 2022 du 29e district congressionnel du Texas | Élection de 2022 du 29e district congressionnel du Texas |
| -------------------------------------------------------- | -------------------------------------------------------- | -------------------------------------------------------- | -------------------------------------------------------- | -------------------------------------------------------- |
| Parti                                                    | Parti                                                    | Candidat                                                 | Votes                                                    | %                                                        |
|                                                          | Démocrate                                                | Sylvia Garcia (sortante)                                 | 71 837                                                   | 71,4                                                     |
|                                                          | Républicain                                              | Robert Schafranek                                        | 28 765                                                   | 28,6                                                     |
| Total des votes                                          | Total des votes                                          | Total des votes                                          | 100 602                                                  | 100 %                                                    |
|                                                          | Les Démocrates conservent                                |                                                          |                                                          |                                                          |

### 2024
| Primaire Démocrate de 2024 du 29e district congressionnel du Texas | Primaire Démocrate de 2024 du 29e district congressionnel du Texas | Primaire Démocrate de 2024 du 29e district congressionnel du Texas | Primaire Démocrate de 2024 du 29e district congressionnel du Texas | Primaire Démocrate de 2024 du 29e district congressionnel du Texas |
| ------------------------------------------------------------------ | ------------------------------------------------------------------ | ------------------------------------------------------------------ | ------------------------------------------------------------------ | ------------------------------------------------------------------ |
| Parti                                                              | Parti                                                              | Candidat                                                           | Votes                                                              | %                                                                  |
|                                                                    | Démocrate                                                          | Sylvia Garcia (sortante)                                           | 17 297                                                             | 100%                                                               |

| Primaire Républicaine de 2024 du 29e district congressionnel du Texas | Primaire Républicaine de 2024 du 29e district congressionnel du Texas | Primaire Républicaine de 2024 du 29e district congressionnel du Texas | Primaire Républicaine de 2024 du 29e district congressionnel du Texas | Primaire Républicaine de 2024 du 29e district congressionnel du Texas |
| --------------------------------------------------------------------- | --------------------------------------------------------------------- | --------------------------------------------------------------------- | --------------------------------------------------------------------- | --------------------------------------------------------------------- |
| Parti                                                                 | Parti                                                                 | Candidat                                                              | Votes                                                                 | %                                                                     |
|                                                                       | Républicain                                                           | Christian Garcia                                                      | 3716                                                                  | 44,7                                                                  |
|                                                                       | Républicain                                                           | Alan Garza                                                            | 2418                                                                  | 29,1                                                                  |
|                                                                       | Républicain                                                           | Angel Fierro                                                          | 1346                                                                  | 16,2                                                                  |
|                                                                       | Républicain                                                           | Jose Casares                                                          | 825                                                                   | 9,9                                                                   |

| Second Tour de la Primaire Républicaine de 2024 du 29e district congressionnel du Texas | Second Tour de la Primaire Républicaine de 2024 du 29e district congressionnel du Texas | Second Tour de la Primaire Républicaine de 2024 du 29e district congressionnel du Texas | Second Tour de la Primaire Républicaine de 2024 du 29e district congressionnel du Texas | Second Tour de la Primaire Républicaine de 2024 du 29e district congressionnel du Texas |
| --------------------------------------------------------------------------------------- | --------------------------------------------------------------------------------------- | --------------------------------------------------------------------------------------- | --------------------------------------------------------------------------------------- | --------------------------------------------------------------------------------------- |
| Parti                                                                                   | Parti                                                                                   | Candidat                                                                                | Votes                                                                                   | %                                                                                       |
|                                                                                         | Républicain                                                                             | Alan Garza                                                                              | 421                                                                                     | 53,8                                                                                    |
|                                                                                         | Républicain                                                                             | Christian Garza                                                                         | 362                                                                                     | 46,2                                                                                    |

| Élection de 2024 du 29e district congressionnel du Texas | Élection de 2024 du 29e district congressionnel du Texas | Élection de 2024 du 29e district congressionnel du Texas | Élection de 2024 du 29e district congressionnel du Texas | Élection de 2024 du 29e district congressionnel du Texas |
| -------------------------------------------------------- | -------------------------------------------------------- | -------------------------------------------------------- | -------------------------------------------------------- | -------------------------------------------------------- |
| Parti                                                    | Parti                                                    | Candidat                                                 | Votes                                                    | %                                                        |
|                                                          | Démocrate                                                | Sylvia Garcia (sortante)                                 | 98 842                                                   | 65,2                                                     |
|                                                          | Républicain                                              | Christian Garcia                                         | 52 689                                                   | 34,8                                                     |
| Total des votes                                          | Total des votes                                          | Total des votes                                          | 151 531                                                  | 100 %                                                    |
|                                                          | Les Démocrates 'conservent                               |                                                          |                                                          |                                                          |